# 北海道札幌視覚支援学校
北海道札幌視覚支援学校（ほっかいどうさっぽろしかくしえんがっこう, Hokkaido Sapporo Special Needs School for the Visually Impaired）は北海道札幌市中央区にある道立の視覚特別支援学校。
既存の盲学校2校が統合され2015年（平成27年）4月に開校した。

## 概要
歴史
北海道札幌盲学校（幼稚部・小学部・中学部）と北海道高等盲学校（高等部）の2校が統合され、2015年（平成27年）4月に開校。幼稚部から高等部までの一貫教育を開始した。
基本理念
「視覚障害教育の専門性を発揮し、教育機能、理療機能、支援機能を推進する学校」
設置学部
- 幼稚部
- 小学部
- 中学部
- 高等部
  - 本科 - 普通科
  - 専攻科 - 理療科、保健理療科

附属施設
- 附属理療研修センター

校章
はばたく鳥を図案化し、北海道のローマ字表記の頭文字「H」と「光」の文字を合わせてデザインしたマークを置いている。
校歌
タイトルは「心のちから」。作詞・作曲ともにみのや雅彦、編曲は髙野真梨子による。歌詞は2番まであり、校名は歌詞中に登場しない。
愛称
「あいさぽセンター」- 「目」を表す英語のeye（あい）と、「支援する」を表すsupportを組み合わせたもの。旧・北海道高等盲学校の相談支援部の愛称を継承した。

## 通学区域
札幌市、小樽市、室蘭市、夕張市、岩見沢市、苫小牧市、美唄市、芦別市、江別市、赤平市、三笠市、千歳市、滝川市、砂川市、歌志内市、登別市、恵庭市、伊達市、北広島市、石狩市、当別町、新篠津村、島牧村、寿都町、黒松内町、蘭越町、ニセコ町、真狩村、留寿都村、喜茂別町、京極町、倶知安町、共和町、岩内町、泊村、神恵内村、積丹町、古平町、仁木町、余市町、赤井川村、南幌町、奈井江町、上砂川町、由仁町、長沼町、栗山町、月形町、浦臼町、新十津川町、豊浦町、壮瞥町、白老町、厚真町、洞爺湖町、安平町、むかわ町、日高町、平取町、新冠町、浦河町、様似町、えりも町、新ひだか町

## 沿革
前史

- 1943年（昭和18年）7月15日 - 「北海道庁立盲学校」が開校。
- 1950年（昭和25年）4月1日 - 「北海道札幌盲学校」に改称。
- 1974年（昭和49年）4月1日- 北海道札幌盲学校より高等部が分離の上「北海道高等盲学校」として独立。
- 1994年（平成6年）4月1日 - 北海道高等盲学校に附属理療研修センターが開所。
- 2015年（平成27年）3月31日 - 北海道札幌盲学校と北海道高等盲学校が統合のため閉校。

正史
- 2014年（平成26年）11月10日 - 旧・北海道有朋高等学校跡地に新校舎が完成。
- 2015年（平成27年）4月1日 - 「北海道札幌視覚支援学校」が開校。

## 交通
最寄りの鉄道駅
- 札幌市電（路面電車） 「西線14条停留場」

最寄りのバス停
- じょうてつバス「南14条西11丁目」バス停

最寄りの幹線道路
- 国道230号 「南14西10」交差点

## 周辺
- 在札幌ロシア連邦総領事館
- 札幌市立山鼻小学校
- 南警察署南十五条警備派出所
- 南警察署啓通交番